# Orientalische Kompanie
Die Privilegierte Orientalische Kompanie war eine staatlich organisierte österreichische Handelsgesellschaft zur Zeit Karls VI. zwischen 1719 und 1740.

## Vorgeschichte
Zur Zeit Karl VI. gab es Bestrebungen im Habsburgerreich im Sinne des Merkantilismus durch die Gründung von Handelskompanien die wirtschaftliche Entwicklung im Inneren zu fördern. Neben der bekannteren Ostender Kompanie (gegründet 1722) existierte auch eine orientalische Kompanie.
Nach der Niederlage des Osmanischen Reiches im Venezianisch-Österreichischen Türkenkrieg wurde nach dem Friede von Passarowitz auch ein Handels- und Schifffahrtsvertrag mit dem Osmanischen Reich geschlossen. Dadurch standen den Kaufleuten aus Österreich unter anderem die Donau offen. Neben dem Kaiser selbst war vor allem Hofkanzler Philipp Ludwig Wenzel von Sinzendorf eine treibende Kraft bei der Gründung der Handelskompanie. Sinzendorf war zeitweilige auch Direktor des Unternehmens. Man hoffte in Wien durch den Handel mit den osmanischen Reich die eigenen Wirtschaft anzukurbeln.

## Geschichte
Das Unternehmen wurde 1719 gegründet. Ihre Aufgabe war es Produkte aus dem habsburger Machtbereich in den europäischen Teil des osmanischen Reiches zu exportieren. Später trieb man auch Handel mit Portugal. Die Kompanie hatte monopolistische Rechte und wurde von Beamten des Staates geleitet. Allerdings hatte die Gesellschaft von Anfang an Schwierigkeiten, da die privaten Kaufleute dem Unternehmen meist ablehnend gegenüberstanden. Daher fiel es schwer, das notwendige Kapital zusammenzubringen. Die Wiener Stadtbank hat diese Lücke gefüllt. Der Versuch, mittels einer Lotterie Kapital aufzutreiben, war bereits 1721 und 1729 ein Misserfolg. 
Über den Handel hinaus erhielt die Kompanie das Recht, eigene Manufakturen und anderen Produktionsstätten zu unterhalten und zu gründen. Im Jahr 1722 kaufte die Kompanie etwa die Wollzeugfabrik in Linz. Im Jahr 1726 wurde die Kettenhofer Zitz- und Kattunfabrik in Schwechat und eine Barchentfabrik in Graz gegründet. Das Unternehmen widmete sich dem Schiffbau an der Adria, es wurde eine Zuckerraffinerie, eine Wachsbleiche und eine Kerzenfabrik gegründet. Sowohl in Belgrad wie auch in Konstantinopel wurden Niederlassungen errichtet. Allerdings hatten diese keinen langen Bestand.
Anders als erhofft musste die Kompanie nach einem Jahrzehnt des Bestehens konstatieren, dass sie sich nicht gegen die Kaufleute aus dem osmanischen Reich selbst durchsetzen konnte. Diese beherrschten sowohl den Export osmanischer Waren wie auch den Import von Waren aus den österreichischen Erblanden. Dennoch lehnte der Staat 1732 ein Angebot von englischen und niederländischen Kaufleuten ab, die Kompanie zu übernehmen. Im Jahr 1740 musste die Kompanie ihren Bankrott erklären.